# Coupe des champions de la CONCACAF 1996
Navigation
Édition précédente Édition suivante
La Coupe des champions de la CONCACAF 1996 était la trente-deuxième édition de cette compétition de football.
La phase finale s'est jouée à Guatemala et a été remportée par le CD Cruz Azul devant le Club Necaxa. Le club mexicains a ainsi obtenu un billet direct pour la phase finale de 1997

## Participants
Un total de 20 équipes provenant d'un maximum de 12 nations pouvaient participer au tournoi. Elles appartenaient aux zones Amérique du Nord, Amérique centrale et Caraïbes de la CONCACAF.
Le tableau des clubs qualifiés était le suivant :
| Nation                   | Club                   | Raison de qualification                                            |
| Zone Amérique centrale   |                        |                                                                    |
| Quatrième tour           |                        |                                                                    |
| Mexique                  | Club Necaxa            | Champion du Mexique 1994-95.                                       |
| Belize                   | Juventus d'Orange Walk | Champion du Belize 1995-96.                                        |
| Troisième tour           |                        |                                                                    |
| Mexique                  | CD Cruz Azul           | Second du championnat du Mexique 1994-95.                          |
| Costa Rica               | Deportivo Saprissa     | Champion du Costa Rica 1994-95.                                    |
| Costa Rica               | LD Alajuelense         | Second du championnat du Costa Rica 1994-95.                       |
| Honduras                 | CD Olimpia             | Vainqueur de la première phase du championnat du Honduras 1994-95. |
| Salvador                 | Club Deportivo FAS     | 1994-95                                                            |
| Deuxième tour            |                        |                                                                    |
| Guatemala                | CSD Comunicaciones     | Champion du Guatemala 1994-95.                                     |
| Guatemala                | CSD Sacachispas (en)   | Troisième de la seconde phase du championnat du Guatemala 1994-95. |
| Panama                   | Cosmos FC              | Méthode de qualification inconnue.                                 |
| Nicaragua                | Juventus Managua       | Champion du Nicaragua 1994                                         |
| Premier tour             |                        |                                                                    |
| Belize                   | Corozal Victory FC     | Second du championnat du Belize 1995-96.                           |
| Honduras                 | CD Victoria            | Vainqueur de la deuxième phase du championnat du Honduras 1994-95. |
| Panama                   | Deportivo Árabe Unido  | Méthode de qualification inconnue.                                 |
| Nicaragua                | Real Estelí            | Second du championnat du Nicaragua 1994-95                         |
| Zone Caraïbes/États-Unis |                        |                                                                    |
| Troisième tour           |                        |                                                                    |
| États-Unis               | Seattle Sounders       | Vainqueur de l'USL 1995.                                           |
| Premier tour             |                        |                                                                    |
| Suriname                 | SV Transvaal           | Champion du Surinam 1995-96                                        |
| Suriname                 | SV Prekash             | Vice-champion du Surinam 1995-96                                   |
| Guyane                   | US Sinnamary           | Méthode de qualification inconnue.                                 |
| Guadeloupe               | Red Star               | Méthode de qualification inconnue.                                 |

## Calendrier
| Tour                               | Nom                    | Date                       | Équipes participantes | Équipes restantes |
| Phase de qualification (1996/1997) |                        |                            |                       |                   |
| 1                                  | Phase de qualification | 9 mars 1996 - 17 juin 1997 | 20                    | 20 à 4            |
| Phase finale (1997)                |                        |                            |                       |                   |
| 1                                  | Matchs 1               | 15 juillet                 | 4                     | 4 à 1             |
| 2                                  | Matchs 2               | 17 juillet                 | 4                     | 4 à 1             |
| 3                                  | Matchs 3               | 20 juillet                 | 4                     | 4 à 1             |

## Compétition

### Phase de qualification

#### ZoneAmérique centrale

##### Premier tour
| Date                    | Pays | Club                  | Aller | Retour | Club        | Pays | Commentaire            |
| 15 / 17 mars 1996       |      | Deportivo Árabe Unido | 1-1   | 1-0    | Real Estelí |      | Matchs joués au Panama |
| 17 mars / 14 avril 1996 |      | Corozal Victory FC    | 1-3   | 2-4    | CD Victoria |      |                        |

##### Deuxième tour
| Date                   | Pays | Club                 | Aller | Retour | Club                  | Pays | Commentaire               |
| 10 / 13 mars 1996      |      | CSD Comunicaciones   | 4-0   | 2-0    | Cosmos FC             |      | Matchs joués au Guatemala |
| 31 mars / 4 avril 1996 |      | CSD Sacachispas (en) | 3-1   | 2-2    | Juventus Managua      |      |                           |
| 16 / 18 juin 1996      |      | CD Victoria          | 1-0   | 2-2    | Deportivo Árabe Unido |      | Prolongations             |

##### Troisième tour
| Date                  | Pays | Club               | Aller | Retour | Club                 | Pays | Commentaire |
| 9 / 31 mars 1996      |      | LD Alajuelense     | 4-2   | 2-1    | Club Deportivo FAS   |      |             |
| 17 mars / 7 mai 1996  |      | Deportivo Saprissa | 4-0   | 0-3    | CD Olimpia           |      |             |
| 9 / 16 juin 1996      |      | CSD Comunicaciones | 2-1   | 3-0    | CSD Sacachispas (en) |      |             |
| 23 oct. / 5 nov. 1996 |      | CD Victoria        | 1-0   | 0-2    | CD Cruz Azul         |      |             |

##### Quatrième tour
| Date                    | Pays | Club                   | Aller | Retour | Club               | Pays | Commentaire                          |
| 18 / 25 août 1996       |      | Juventus d'Orange Walk | 1-1   | 0-7    | CSD Comunicaciones |      |                                      |
| 15 sept. 96 / 7 jan. 97 |      | Deportivo Saprissa     | 2-2   | 1-2    | Club Necaxa        |      | Matchs joués à Santiago de Querétaro |
| 4 / 8 janvier 1997      |      | LD Alajuelense         | 0-2   | 2-3    | CD Cruz Azul       |      |                                      |

#### ZoneCaraïbes/États-Unis

##### Premier tour
Le Red Star a déclaré forfait avant la première confrontation, la CONCACAF a alors déclaré vainqueur son adversaire.
L'US Sinnamary a quant à lui déclaré forfait entre les deux confrontations, le Prekesh qui avait obtenu le nul en Guyane a donc été déclaré vainqueur.
| Date             | Pays | Club         | Aller   | Retour  | Club     | Pays | Commentaire |
| 9 / 23 juin 1996 |      | US Sinnamary | 0-0     | Forfait | Prekesh  |      |             |
| 9 / 23 juin 1996 |      | SV Transvaal | Forfait | Forfait | Red Star |      |             |

##### Deuxième tour
| Date                   | Pays | Club         | Aller | Retour | Club    | Pays | Commentaire |
| 25 sept. / 8 oct. 1996 |      | SV Transvaal | 0-0   | 1-0    | Prekesh |      |             |

##### Troisième tour
| Date         | Pays | Club             | Score | Club         | Pays | Commentaire          |
| 17 juin 1997 |      | Seattle Sounders | 10-0  | SV Transvaal |      | Match joué à Seattle |

### Phase finale
| Date            | Pays | Club               | Score | Club             | Pays |
| 15 juillet 1997 |      | CSD Comunicaciones | 2-0   | Seattle Sounders |      |
| 15 juillet 1997 |      | Club Necaxa        | 1-1   | CD Cruz Azul     |      |
| 17 juillet 1997 |      | CSD Comunicaciones | 1-2   | CD Cruz Azul     |      |
| 17 juillet 1997 |      | Club Necaxa        | 4-1   | Seattle Sounders |      |
| 20 juillet 1997 |      | CD Cruz Azul       | 11-0  | Seattle Sounders |      |
| 20 juillet 1997 |      | CSD Comunicaciones | 3-3   | Club Necaxa      |      |

| Rang | Équipe             | Pts | J | G | N | P | Bp | Bc | Diff |
| ---- | ------------------ | --- | - | - | - | - | -- | -- | ---- |
| 1    | CD Cruz Azul       | 7   | 3 | 2 | 1 | 0 | 14 | 2  | +12  |
| 2    | Club Necaxa        | 5   | 3 | 1 | 2 | 0 | 8  | 5  | +3   |
| 3    | CSD Comunicaciones | 4   | 3 | 1 | 1 | 1 | 6  | 5  | +1   |
| 4    | Seattle Sounders   | 0   | 3 | 0 | 0 | 3 | 1  | 17 | -16  |

| Champion de la CONCACAF 1996 |
| ---------------------------- |
| Drapeau du Mexique           |
| CD Cruz Azul Quatrième Titre |